# Cicurina pallida
Cicurina pallida es una especie de araña araneomorfa del género Cicurina, familia Hahniidae. Fue descrita científicamente por Keyserling en 1887.
Habita en los Estados Unidos.